# زهرة الأفعى الخليلية
زهرة الأفعى الخليلية (الاسم العلمي: Echium judaeum) هو نوع نباتي يتبع جنس زهرة الأفعى ضمن الفصيلة الحِمحِمية من طائفة ثنائيات الفلقة.